# Reszki (Mazovie)
Pour les articles homonymes, voir Reszki.
Reszki (prononciation : [ˈrɛʂki]) est un village polonais de la gmina de Szczawin Kościelny dans le powiat de Gostynin de la voïvodie de Mazovie dans le centre-est de la Pologne.
Il se situe à environ 2 kilomètres au nord de Szczawin Kościelny (siège de la gmina), 11 kilomètres à l'est de Gostynin (siège du powiat) et à 96 kilomètres à l'ouest de Varsovie (capitale de la Pologne).

## Histoire
De 1975 à 1998, le village appartenait administrativement à la voïvodie de Płock.

## Économie
L’économie locale repose principalement sur l’agriculture et de petites exploitations familiales, caractéristiques de la région rurale de Mazovie.